# Moshé Feldenkrais
Moshé Feldenkrais (Slavuta, 6 maggio 1904 – Tel Aviv, 1º luglio 1984) è stato un fisico, ingegnere e judoka sovietico naturalizzato israeliano, noto per aver sviluppato un metodo di auto-educazione fisioterapico attraverso il movimento che da lui prende il nome (metodo Feldenkrais).

## Biografia
Feldenkrais da adolescente emigrò dall'Impero russo nel Mandato britannico della Palestina; studiò fisica specializzandosi in ingegneria cibernetica. In seguito a una lesione a un ginocchio, le sue conoscenze in fisica, cibernetica e biomeccanica, oltre a studi sulla neurofisiologia, lo stimolarono a sviluppare il suo metodo che divulgò a partire dagli anni sessanta e settanta.
Durante questo periodo, in molti paesi del mondo, si sono formate associazioni d'insegnanti del metodo che hanno come scopo la tutela dell'opera di Moshè Feldenkrais e della professione, la diffusione del metodo e il suo riconoscimento presso le istituzioni. Il corso di formazione professionale dura quattro anni e l'ordinamento didattico delle scuole è uniforme in tutto il mondo, poiché segue un regolamento internazionale.
Feldenkrais è stato in gioventù un praticante di arti marziali. Dopo il suo trasferimento nella Palestina Mandataria iniziò la pratica del sistema di autodifesa israeliano del quale divenne un esperto. Nel 1933 a Parigi, città nella quale si trasferì per completare gli studi, assistette a una dimostrazione di judo tenuta da un ormai anziano Kanō Jigorō e insistette per poterlo incontrare allo scopo di presentargli le sue conoscenze delle arti marziali, dal momento che l'esibizione non lo aveva del tutto convinto. Si narra che Feldenkrais portò un attacco al vecchio professor Kano, e cadde tramortito da un potente strangolamento infertogli dal fondatore del Judo. Ciò finì per convincere Feldenkrais della validità del Judo.
Jigoro Kano inviò in Francia il maestro Kawaishi, suo allievo diretto e considerato il padre del judo francese, proprio per insegnare il Judo a Feldenkrais. che ricevette il grado di cintura nera nel 1936 e divenne così la prima cintura nera della neonata Federazione Francese.

## Opere
- L'Io potente, Casa Editrice Astrolabio, Roma 2007. (Titolo originale: The potent self, 1985)
- Il corpo e il comportamento maturo, Casa Editrice Astrolabio, Roma 1996. (Titolo originale: Body and mature behaviour, 1949)
- Conoscersi attraverso il movimento, Celuc libri, Milano 1978. (Versione inglese: Awareness through movement, 1972 - originale ebraico, 1967)
- Il caso di Nora, Casa Editrice Astrolabio, Roma 1996. (Titolo originale: The case of Nora, 1977)
- Le basi del metodo per la consapevolezza dei processi psicomotori, Casa Editrice Astrolabio, Roma 1991. (The elusive obvious, 1981)
- Lezioni di Movimento - sentire e sperimentare il Metodo Feldenkrais, Edizioni Mediterranee, Milano, 2003 (Titolo originale: The Master Moves)
- Il Metodo Feldenkrais - conoscere se stessi attraverso il movimento, Ed. RED Como 1991. (Titolo originale: The potent self, 1985)
- 50 Lessons by Dr. Feldenkrais, Noah Eshkol. Tel Aviv, Israel: Alef Publishers, 1980 (Written in Movement notation).
- Practical Unarmed Combat. London: Frederick Warne & Co, 1941. Ristampa 1944, 1967, 1994
- Judo: The Art of Defense and Attack, New York and London: Frederick Warne & Co, 1944, 1967.
- Higher Judo (Groundwork), New York and London: Frederick Warne & Co, 1952.